# Muero
Muero is een single van de Duits-Spaanse zanger Álvaro Soler. Het nummer kwam uit op vrijdag 5 mei 2023, en werd geschreven en geproduceerd door Álvaro Soler in samenwerking met de Zweedse producer Jakke Erixson. Hierbij bevond Alvaro zich in Barcelona, terwijl Jakke Erixson zich in Los Angeles bevond. Voor de opname van het nummer werden een QChord en een elektrische piano daterend uit de jaren 80 gebruikt.

## Videoclip
De videoclip voor Muero werd gepubliceerd op YouTube op 5 mei 2023, en werd gefilmd in het voorjaar van 2023 in het gebouwencomplex La Muralla Roja in de Spaanse gemeente Calp. Dit gebeurde onder regie van de Colombiaanse filmmaker Carlos Linero in samenwerking met het Spaanse productiebedrijf The Panda Bear Show. Het Duitse model Melanie Kroll vertolkt in de videoclip de rol van Alvaro's geliefde.

## Hitnoteringen
| Land                         | Hoogste positie |
| ---------------------------- | --------------- |
| België (Ultratop Vlaanderen) | 10              |
| België (Ultratop Wallonië)   | 40              |